# 二子山 (埼玉県小鹿野町)
二子山（ふたごやま）は、埼玉県秩父郡小鹿野町にある山である。群馬県多野郡神流町との境界に近い。石灰岩からなる岩峰である。西岳（1,165.8m）と東岳（1,122m）から成る双耳峰。ロッククライミングの登攀の対象とされている。

## 成り立ち
武甲山と同じく秩父帯に属しており、一直線に並ぶ武甲山、白岩山、二子山、叶山の頂上には石灰岩でできている。これは大陸プレート沈み込み時の付加体である。二子山でもフズリナやウミユリの化石が出ており、約2.5億年～約3.2億年前の古生代石炭紀からペルム紀にできたものと推定される。

## 主な出来事
- 2022年（令和4年）、ローソク岩でロッククライミングをしていた男性が転落して両足を骨折。後日、男性は「岩場の管理が適切でなかった」などとして、小鹿野クライミング協会と町を相手取り、慰謝料など165万円の支払いを求める訴訟を起こした[2]。

## 登山ルート
登山道は山の南側にある小鹿野町坂本地区の国道299号から通じており、尾根上では岩稜の上を歩くことになる。
宿泊する場合は、坂本地区に宿泊することができる。

## アクセス
- 西武秩父線西武秩父駅より、バス（西武観光バス小鹿野線小鹿野役場にて、西武観光バス志賀坂線に乗り継ぎ、坂本バス停で下車）で約90分、坂本登山口まで徒歩で約20分
- 西武秩父線西武秩父駅より、バス（西武観光バス小鹿野線小鹿野役場にて、西武観光バス倉尾線に乗り継ぎ、長沢バス停で下車）で約100分、倉尾登山口まで徒歩で120分

## 参考画像

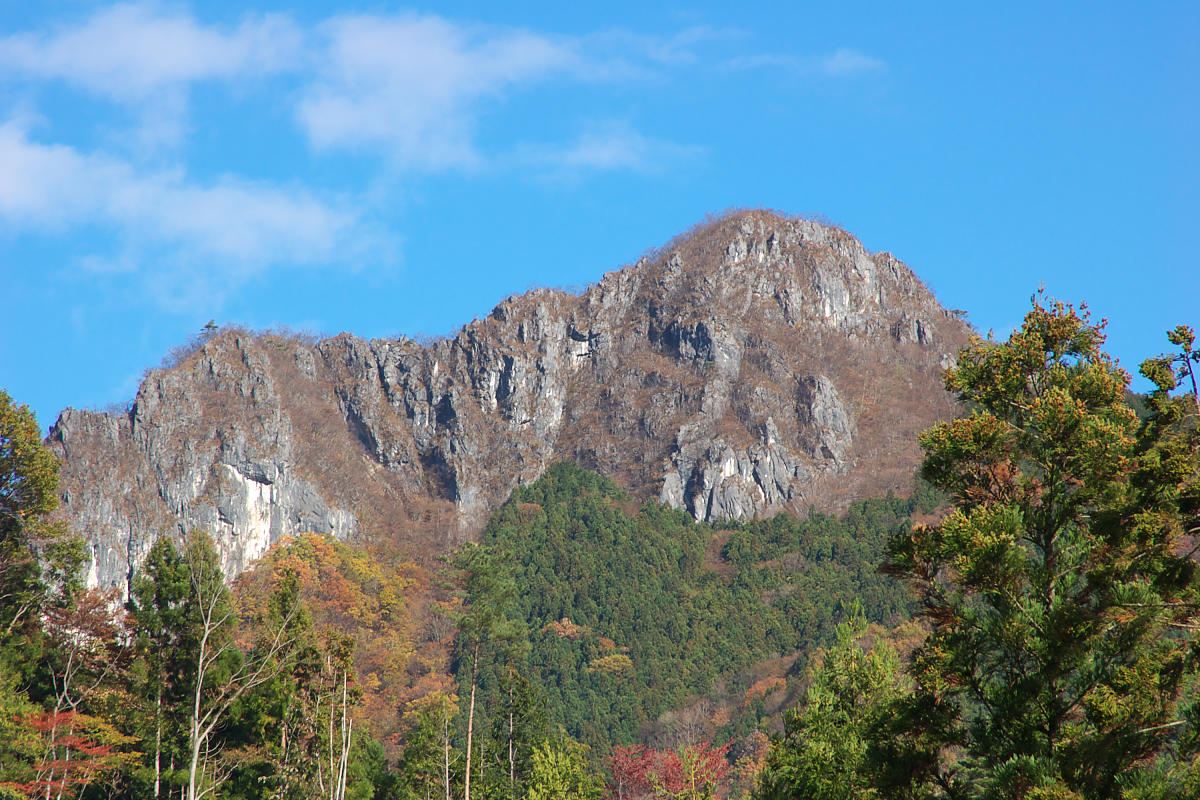
東岳を南西から望む
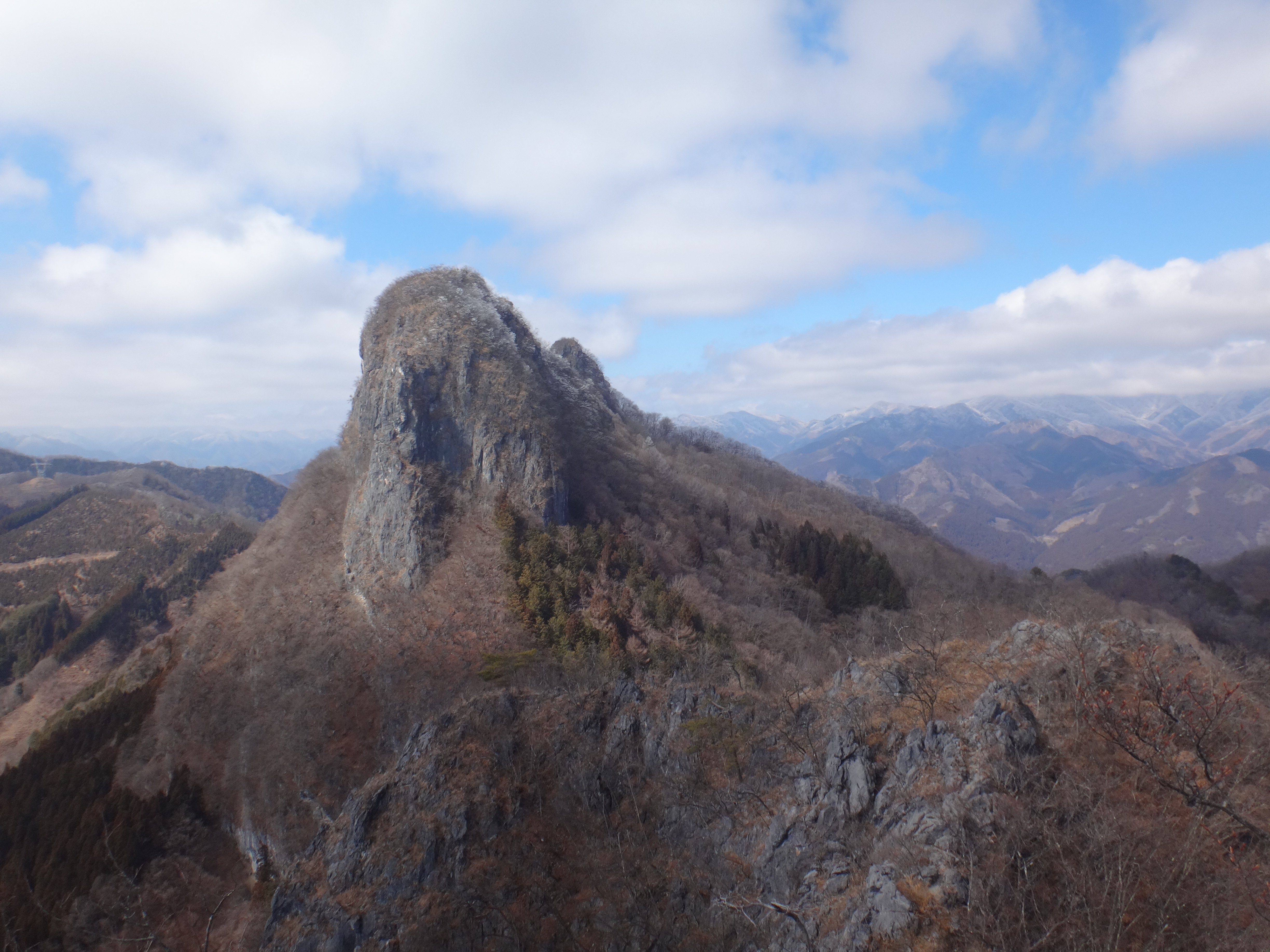
東岳から西岳を望む
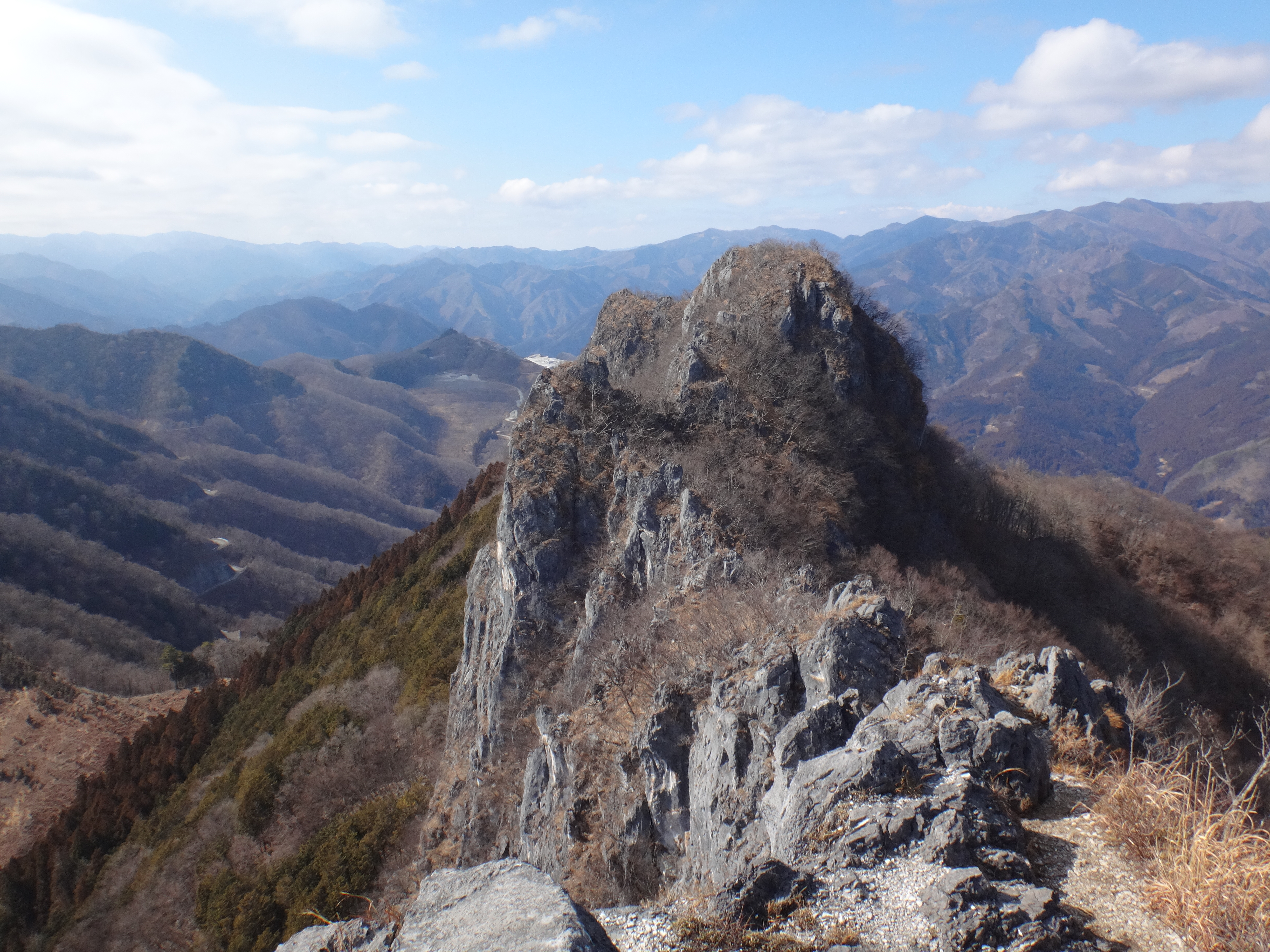
西岳山頂から神流町方面を望む
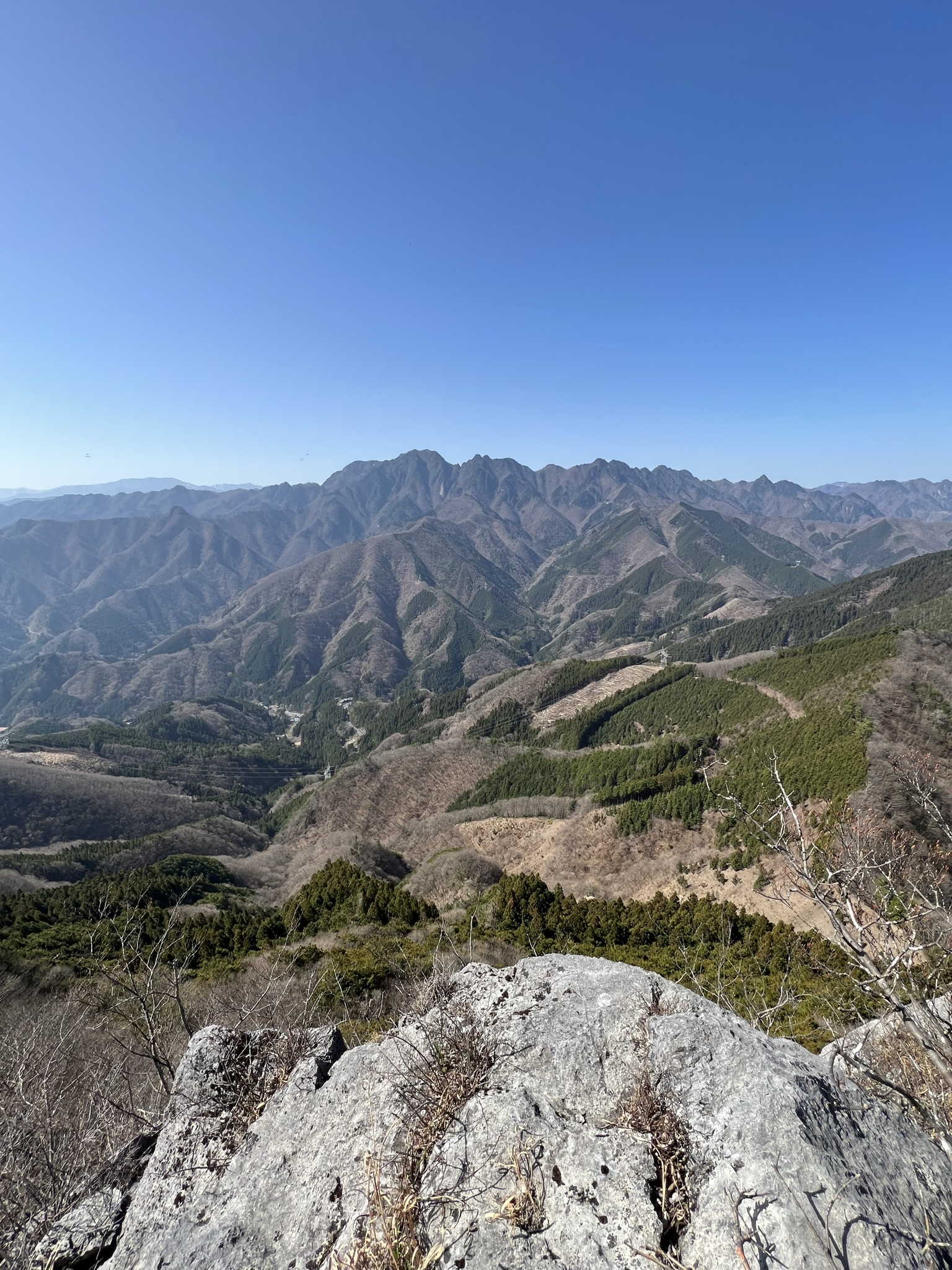
西岳から見た両神山
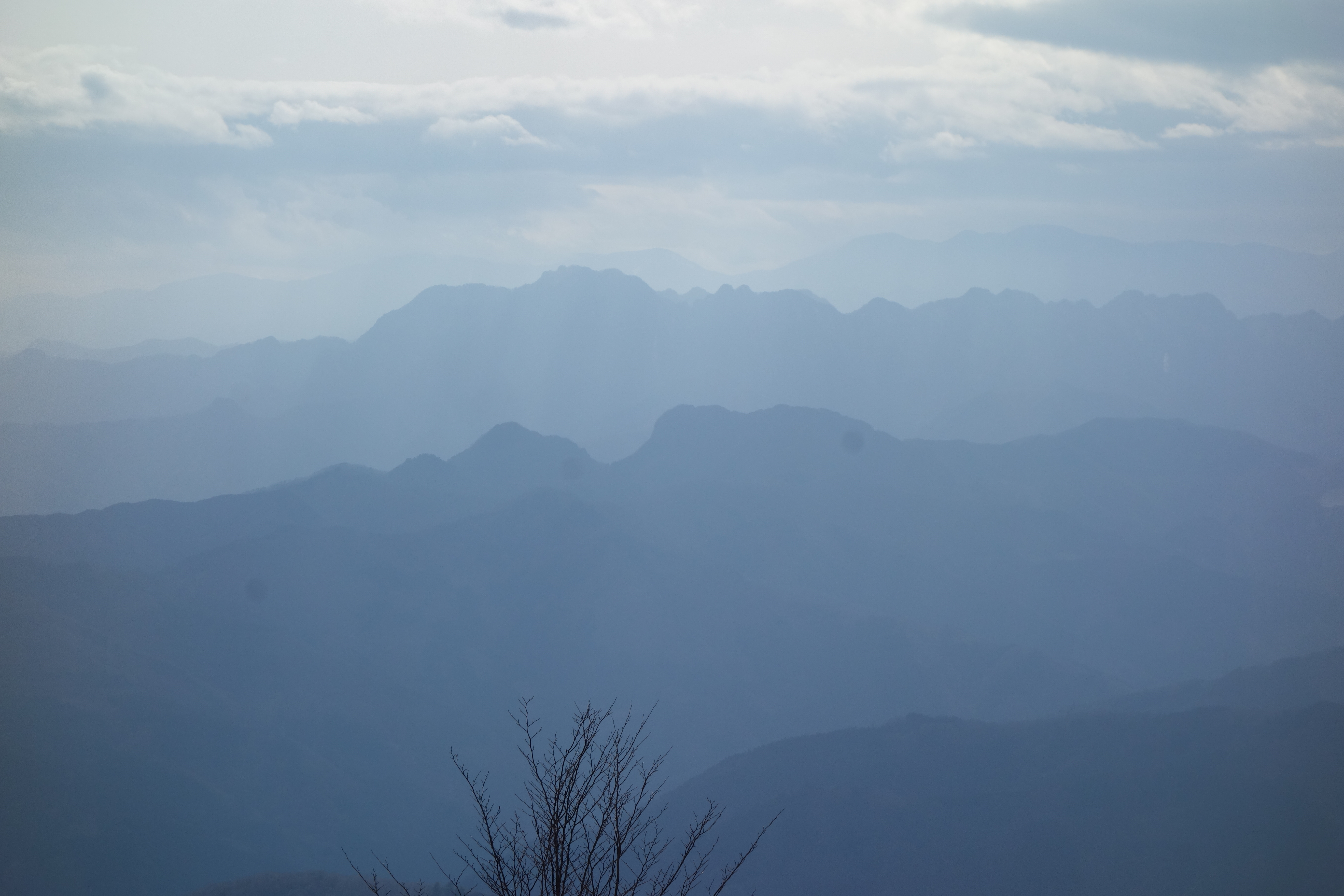
西御荷鉾山からの両神山(奥)と二子山(手前)
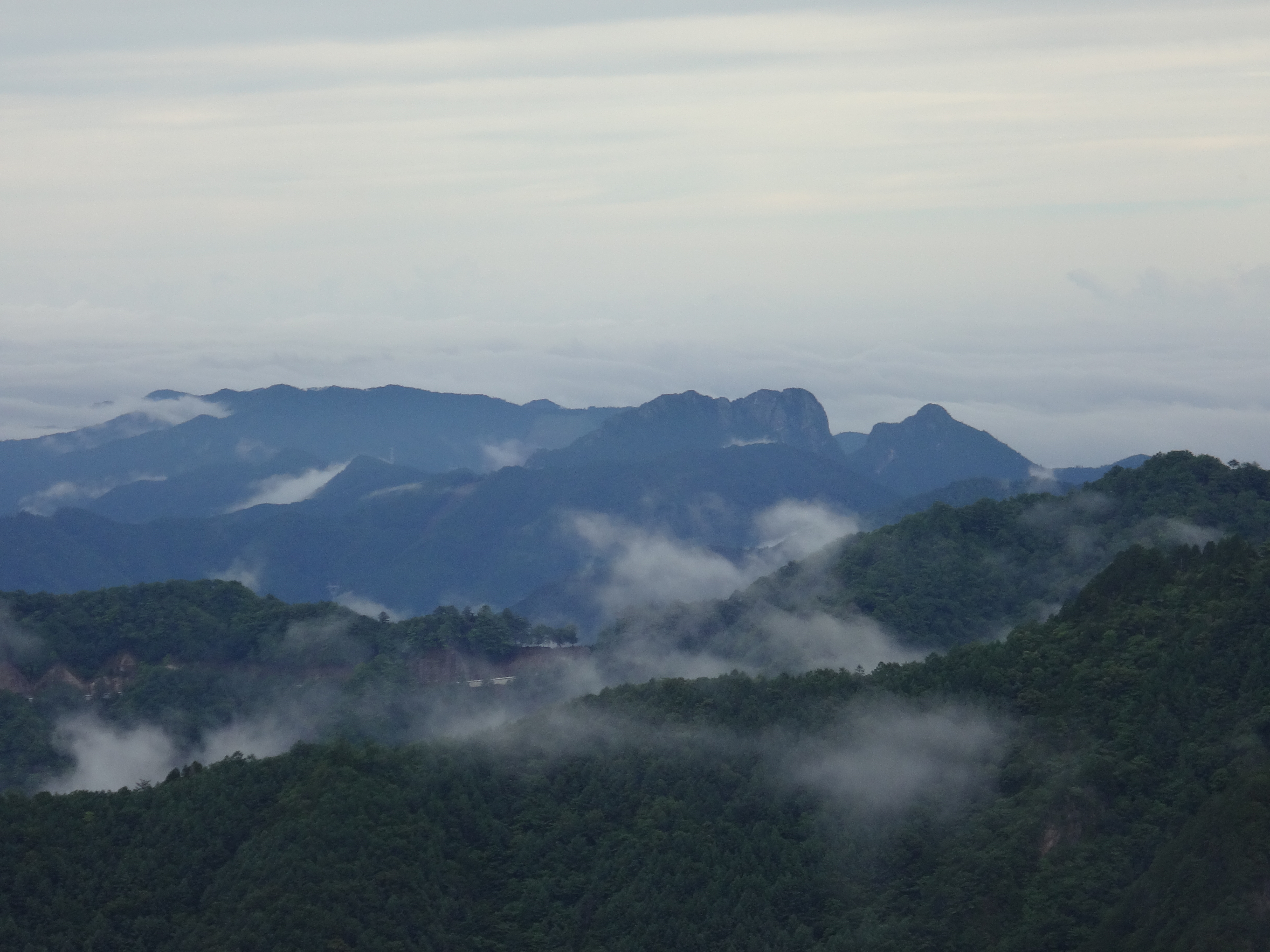
諏訪山からの二子山
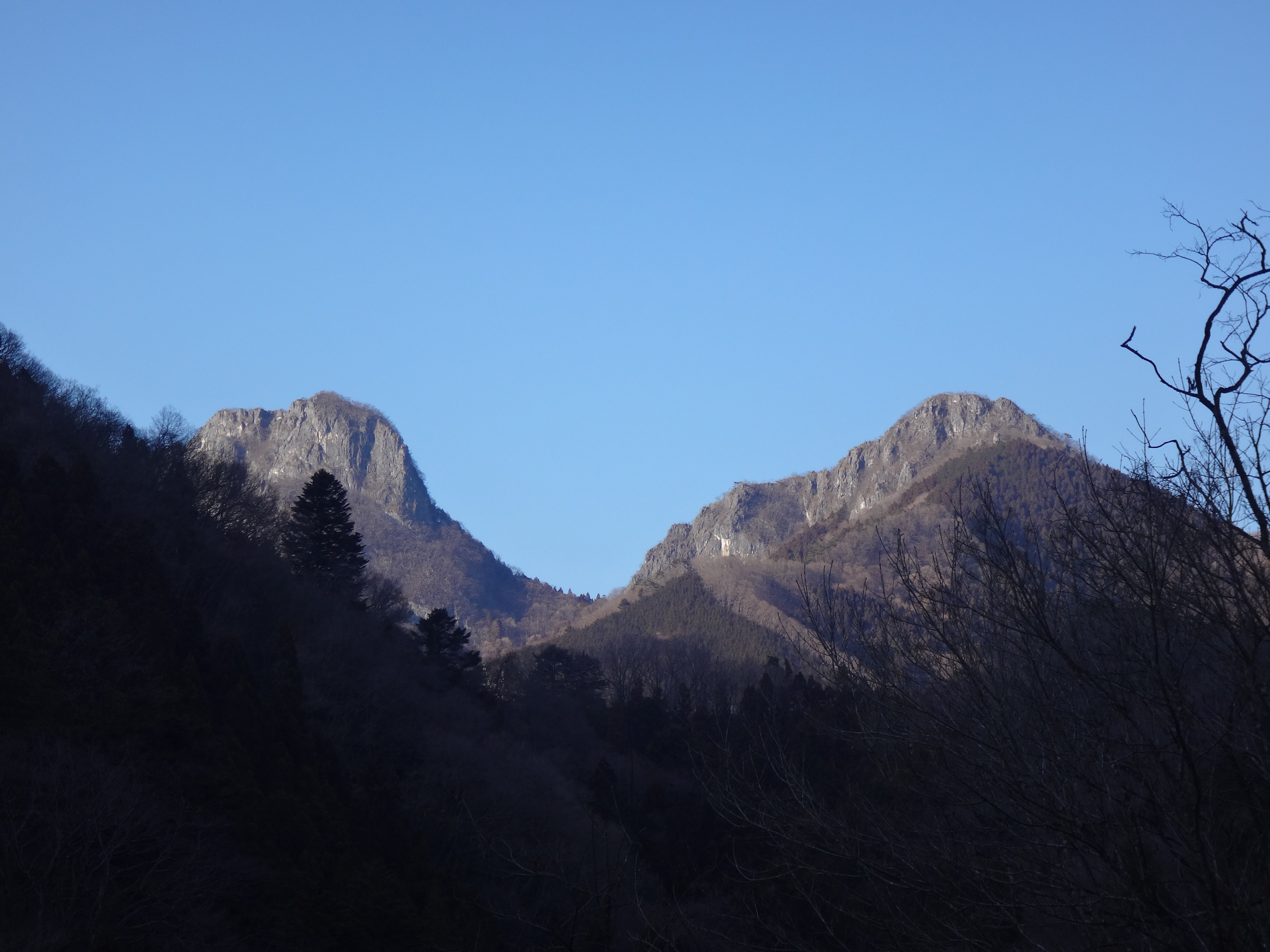
尾ノ内渓谷からの二子山